# Muzeum sztuki w Skagen
Muzeum sztuki w Skagen – muzeum sztuki Skagen w Danii, które eksponuje obszerną kolekcję dzieł członków kolonii malarzy ze Skagen, żyjących i pracujących w tej okolicy pod koniec XIX i na początku XX wieku. Do artystów tej grupy należą: Marie i P.S Krøyer, Anna i Michael Ancher, Laurits Tuxen, Viggo Johansen i Holger Drachmann. W muzeum odbywają się również wystawy specjalne. W obiekcie znajduje się kawiarnia w Domku Ogrodowym – starym budynku, który przez pewien czas służył jako dom i pracownia Anny i Michaela Ancher'ów.

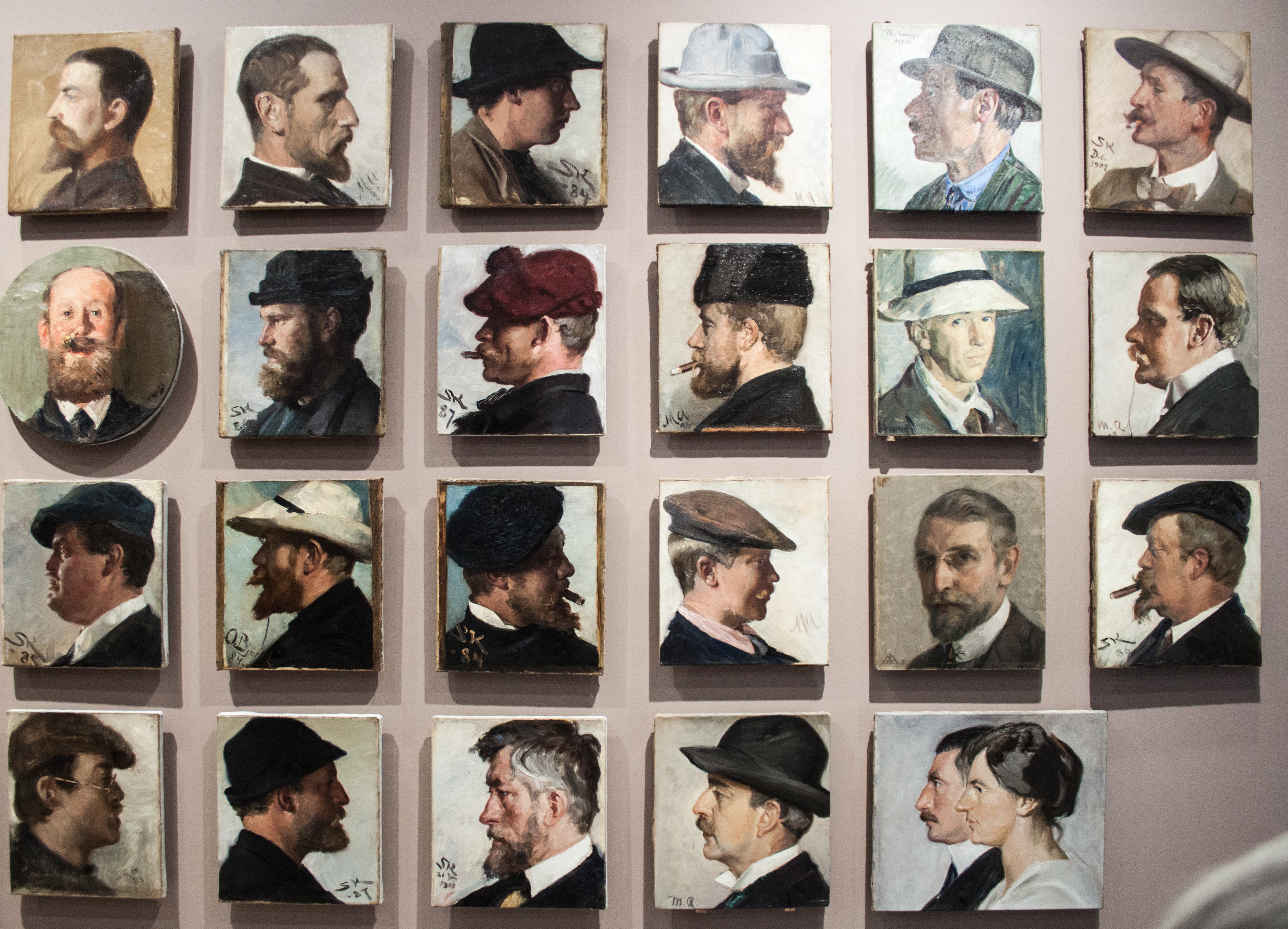
Galeria portretów artystów ze Skagen

## Historia
Muzeum Skagens zostało założone 20 października 1908 roku w jadalni hotelu Brøndums. Wśród założycieli byli artyści Michael Ancher, P.S Kroyer i Laurits Tuxen, którzy zostali wybrani do wspólnego utworzenia pierwszego zarządu wraz z Victorem Christianem Klæbelem, miejscowym aptekarzem i Degnem Brøndumem, właścicielem hotelu Brondums i bratem Anny Ancher. Ideą było zebranie prac malarzy ze Skagen i zebranie środków na budowę budynku na ich wystawę. Postanowiono również, że jadalnia hotelu Brøndums powinna zostać w odpowiednim czasie przeniesiona do nowego muzeum po jego wybudowaniu. Służyło jako ważne miejsce dla członków kolonii artystów od czasu jej powstania w latach 70. XIX wieku.
Pierwsze wystawy zorganizowano w miejscowym technikum. Po śmierci P.S Krøyera w 1909 roku jego dom na Plantacji Skagen służył jako tymczasowa siedziba muzeum. W 1919 roku Degn Brøndum podarował stary ogród swojego hotelu na budowę muzeum. Jego projekt został powierzony architektowi Ulrikowi Plesnerowi. Był aktywnym członkiem społeczności artystycznej w Skagen i zaprojektował już szereg budynków w okolicy. Budynek został sfinansowany przez połączenie funduszy od prywatnych darczyńców i fundacji wraz z Degnem Brøndumem Lauritsem Tuxenem i Carlsberg Foundation jako najwięksi ofiarodawcy. Budowę rozpoczęto w 1926 roku, a nowe muzeum zostało oficjalnie otwarte 22 września 1928 roku.
W 1982 roku sale wystawowe zostały powiększone o dobudówkę zaprojektowaną przez królewskiego geodetę, architekta Jacoba Blegvada. Blegvad zaplanował również późniejszą rozbudowę muzeum, które została zainaugurowana w 1989 roku.
W 1997 roku, administracja muzeum przeniosła się w mury szkoły technicznej.

## Kolekcje i specjalne wystawy

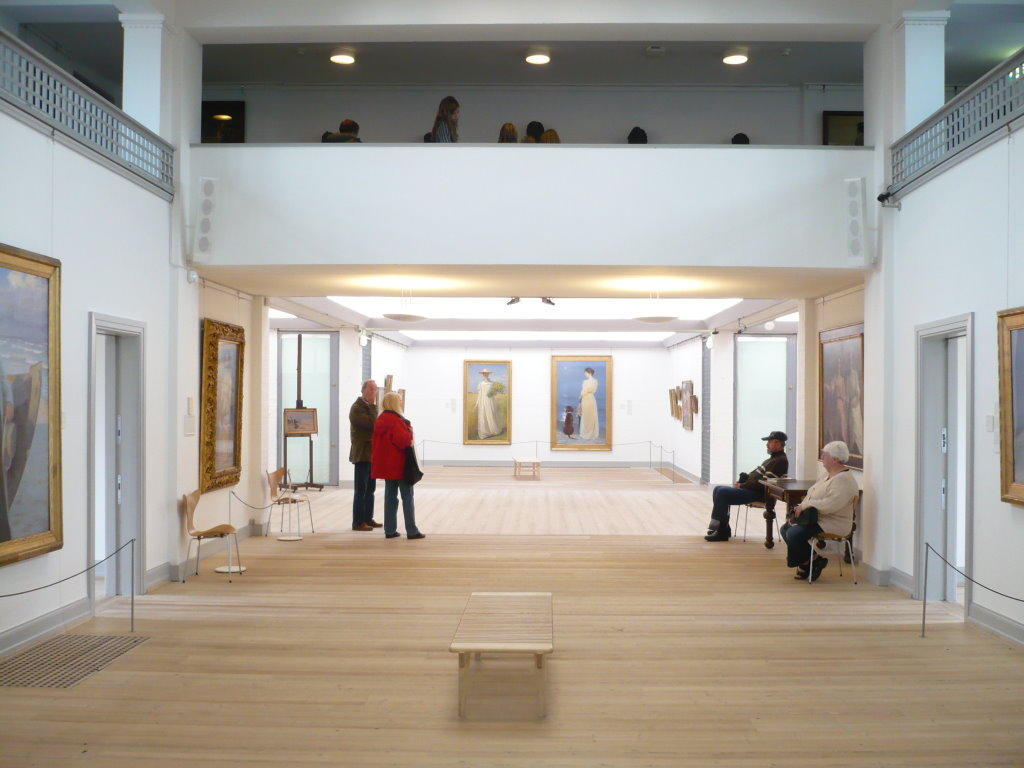
Jedna z galerii

Muzeum Skagens dysponuje ponad 1800 dziełami sztuki. Wszyscy ważni członkowie kolonii artystów są reprezentowani w zbiorach z głównymi dziełami, w tym Maria i P.S Krøyer, Anna i Michael Ancher, Laurits Tuxen, Viggo Johansen i Holger Drachmann.
W muzeum odbywają się również wystawy specjalne.

## Jadalnia Brøndum

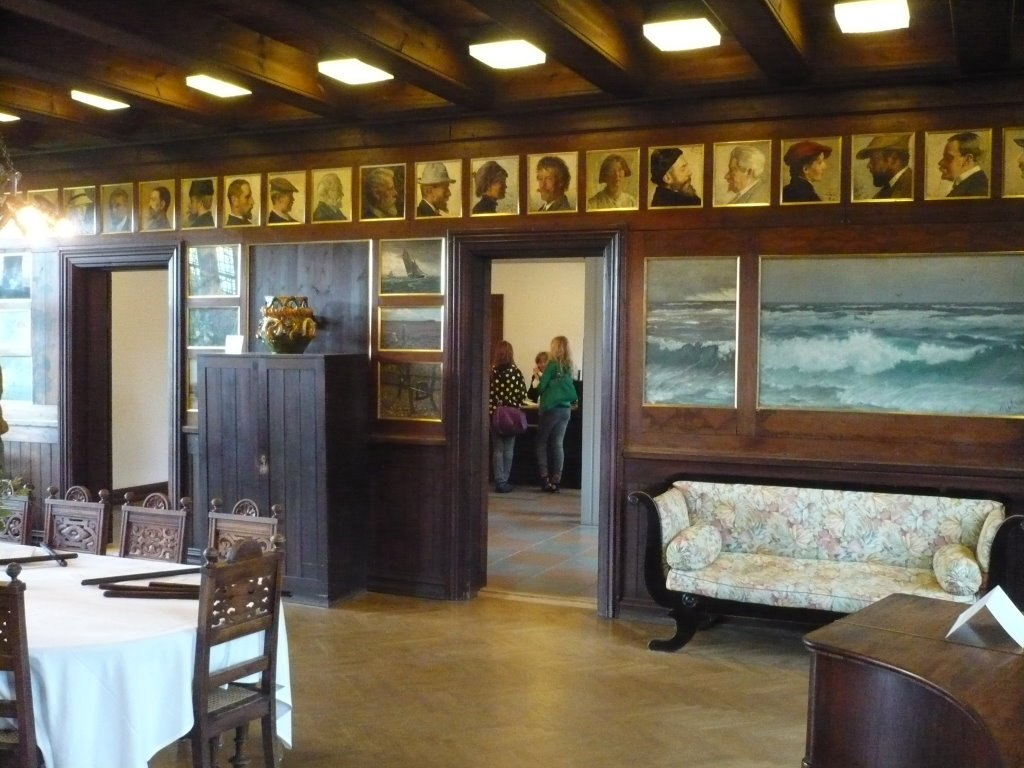
Jadalnia Brøndum dzisiaj

Jadalnia hotelu Brøndums w obecnym wydaniu została zaprojektowana przez Ulrika Plesnera i Thorvalda Bindesbølla w związku z pierwszą znaczącą rozbudową hotelu w 1892 roku. Z inicjatywy P.S Krøyera postanowiono włączyć do dekoracji kolekcję sztuki Degna Brønduma. Z biegiem lat zwyczajem stało się, że odwiedzający hotel artyści, podarowywali właścicielowi posiadłości swoje portrety, które były umieszczane we fryzie tuż pod sufitem. W jadalni znajdują się również meble, które Maria Krøyer zaprojektowała dla niej w 1898 roku. Dziś jadalnia jest również wykorzystywana do ceremonii ślubnych.

## Ogród i Domek Ogrodowy
W ogrodzie muzealnym znajdują się niektóre z rzeźb należące do muzea.
Domek Ogrodowy jest jednym z najstarszych budynków w Skagen, a swoją nazwę otrzymał, gdy został wkomponowany w ówczesny ogród hotelowy. W 1853 r. był w użyciu jako szpital dla chorych na cholerę.
W 1880 roku, po ślubie, Michael i Anna Ancherowie zamieszkali w budynku. Wschodnią część Domku Ogrodowego używali jako pracownię, do której naturalne światło docierało przez duże, nowe okno umieszczone w dachu. W tym budynku urodziła się ich córka w 1883 roku. Po roku rodzina przeniosła się do nowego domu na Markvej, znanego obecnie jako Michael and Anna Ancher House, ale Michael Ancher nadal używał Domku Ogrodowego jako pracowni. Później służył jako letnia rezydencja artystów.
Po tym jak rodzina Brøndum w 1919 roku przekazała Domek Ogrodowy Muzeum Skagens, organizowano w nim różne wystawy i urządzono pomieszczenia pamięci poświęcone P.S Krøerowi i Holgerowi Drachmanowi. W latach 1989–1997 dom służył jako budynek administracyjny. Od 2009 roku znajduje się w nim kawiarnia.

## Projekt sztuki cyfrowej
Wiele z obrazów muzeum zostało zdigitalizowanych w ramach Google Art Project. Od sierpnia 2013 roku 105 z nich jest dostępnych online. Dyrektor muzeum, Lisette Vind Ebbesen, uważa, że to ważne, aby obrazy muzeum były dostępne online, ponieważ pozwala to ludziom z całego świata na dostęp do dzieł, nawet jeśli nie mogą osobiście odwiedzić muzeum. Jest ona jednak przekonana, że odwiedzający muzeum nadal doceniają oryginały, które dostarczają wyjątkowych wrażeń. Ponadto w trakcie zwiedzania muzeum turyści mają dostęp do dodatkowych informacji o dziełach w przewodnikach na iPodach, często spędzają oni dłuższy czas na studiowaniu poszczególnych dzieł.
Kolejny postęp technologiczny dotyczył obrazu Hip, Hip, Hurra! który nie jest częścią fizycznej kolekcji muzeum, ponieważ znajduje się w Muzeum Sztuki w Göteborgu. Dzięki dofinansowaniu z Europejskiego Funduszu Rozwoju Regionalnego możliwe było stworzenie trójwymiarowej cyfrowej wersji obrazu w muzeum obok miejsca, w którym został on pierwotnie namalowany.

## Rozbudowa
W 2014 roku muzeum zostało poddane znacznej rozbudowie na zachód od pierwotnego budynku. Zaplanowane przez architektów Friis & Moltke prace obejmowały nowy budynek z dodatkowymi 2,000 m² powierzchni użytkowej na parterze, pierwszym piętrze i w piwnicy. Obecnie ta powierzchnia zapewnia na parterze przestrzeń na wystawy specjalne i muzealny sklep oraz pomieszczenia administracyjne znajdujące się na pierwszym piętrze. W ten sposób muzeum zostało powiększone z pierwotnej powierzchni wynoszącej 509 m² do 917 m², co pozwoliło na wystawienie dla zwiedzających do 50% kolekcji muzealnej liczącej 2000 dzieł, a jednocześnie zapewniło lepsze warunki do ekspozycji rzeźb i rysunków. Projekt został zakończony 12 lutego 2016 roku. Skagens Museum jest piątym najpopularniejszym muzeum sztuki w Danii, które odwiedza rocznie do 160 000 osób. Gmina Frederikshavn podarowała 5 milionów duńskich koron na projekt, fundusze zostały uzupełnione darowiznami szeregu fundacji.

## Publikacje
Muzeum opublikowało kilka książek, głównie w języku duńskim i angielskim, o malarzach ze Skagen, koloniach duńskich artystów i wystawach organizowanych w muzeum. Do opublikowanych książek zalicza się:
- Mette Bøgh Jensen: Brøndums spisesal: Til tak for glade dage (język duński).. Skagens Museum, (2011). ISBN 978-87-91048-26-5. Brak numerów stron w książce
- Mette Bøgh Jensen: I Am Anna: A Homage to Anna Ancher (język angielski). Skagens Museum, (2009). ISBN 978-87-91048-18-0. Brak numerów stron w książce
- Mette Bøgh Jensen: Marie Krøyer: der skal mod til at have talent (język duński). Skagens Museum, (2012). ISBN 978-87-91048-30-2. Brak numerów stron w książce
- Mette Bøgh Jensen; Tine Fabienke: Tuxen. Colour, Countryside and Crown (język angielski). Skagens Museum, (2014). ISBN 978-87-91048-33-3. Brak numerów stron w książce
- Elisabeth Fabritius: Danish Artists' Colonies: The Skagen Painters, the Funen Painters, the Bornholm Painters, the Odsherred Painters (język angielski). Skagens Museum, (2007). ISBN 978-87-88686-39-5. Brak numerów stron w książce
- Lisette Vind Ebbesen: Skagensmalerne – introduktion til skagensmalerne og (język duński). Skagens Museum, (2009). ISBN 978-87-910-48197. Brak numerów stron w książce